# فن حفر الخشب

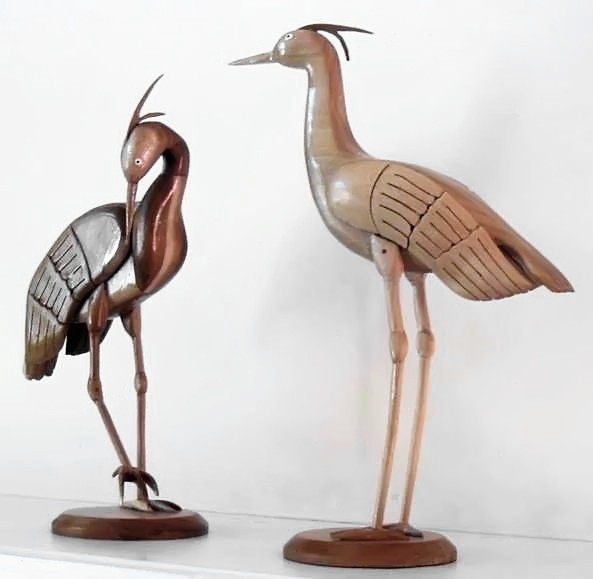
لقلق محفور في الخشب

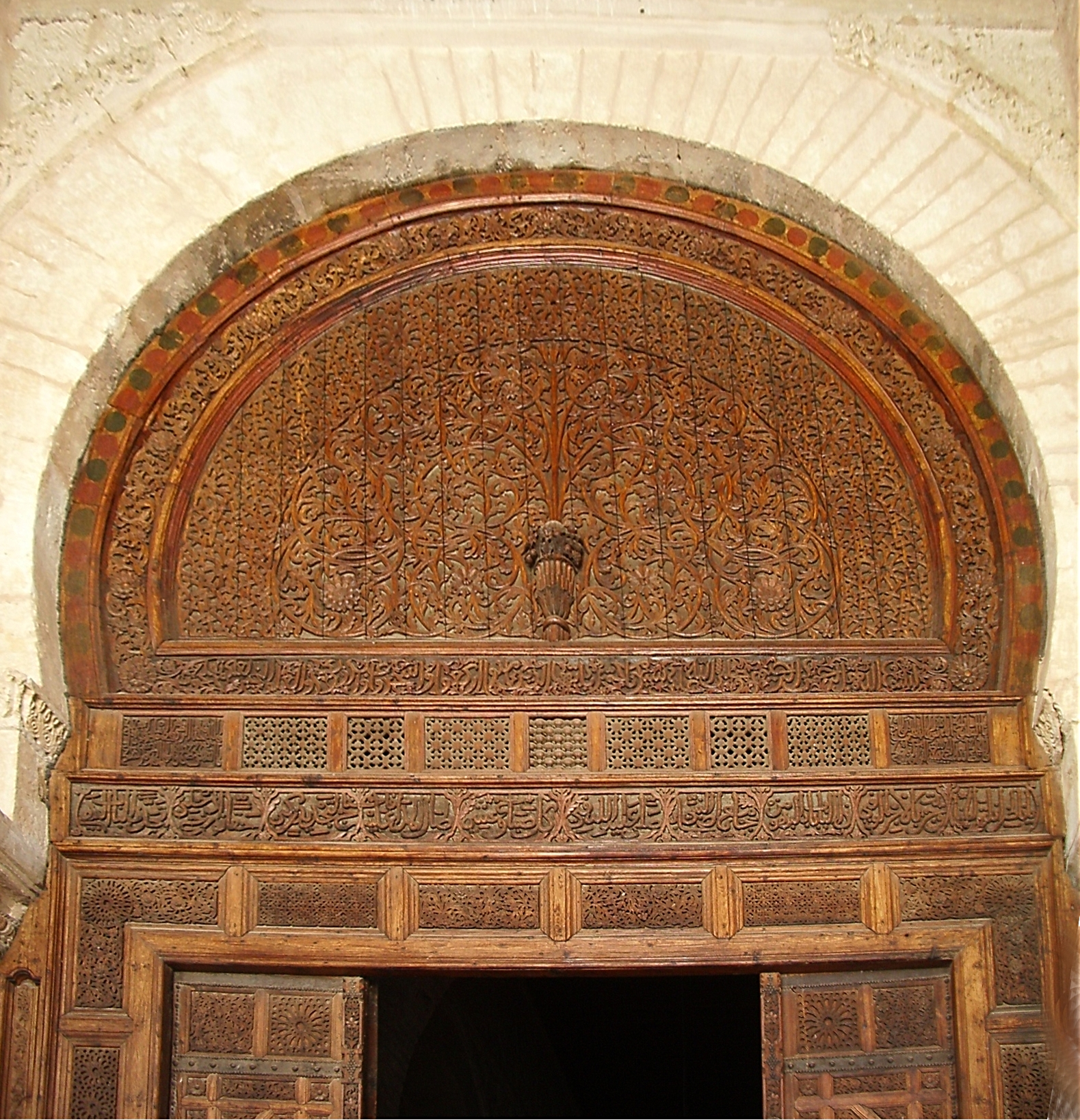
باب خشبي محفور في مسجد عقبة في القيروان- تونس

فن النقش و الحفر على الخشب أو فن الأويمة (كلمة أويمة تعني حفر النقوش والرسومات على الخشب) و هي مجموعة من الفنون الحرفية التي تقوم على تحويل الخشب إلى فنون جميلة. يعتبر فن الحفر على الخشب من أقدم الفنون في التاريخ، بدأ به الإنسان منذ العصور القديمة، وقد زين العثمانيون الأبنية المختلفة بالأجزاء الخشبية سواء كانت حفرًا على الخشب أو نقشًا عليه أو تلوينه؛ مثل منابر المساجد والصناديق وحوامل المصاحف وصناديق الملابس، والخزائن، والكراسي، كما استخدم فن الحفر على الخشب لتشكيل رسومات هندسية جميلة.
في الوقت الحالي ترتبط «الأويمة» بالأثاث، لذلك فإن معظم ورش الأويمجية في أماكن تجمع صناع الاثاث، مثل المدن الساحلية دمياط وبعض المناطق داخل القاهرة، مثل الجمالية، سوق السلاح، عابدين، إمبابة، الزاوية الحمراء والبساتين. من يعمل بهذه المهنة يقال له «أويمجي»، وهذا الفن ليس بحديث فهو موجود منذ القدم، فالنقوش البارزة الموجودة على جدران المعابد أو في واجهتها منها ما هو مأخوذ من الطبيعة مثل أوراق الشجر، ومنها ما تعرض لحفر الأشخاص أو الحيوانات، وهذا الفن موجود على المعابد الفرعونية والرومانية والإغريقية والسومرية، ومن أشهر البلدان التي تشتهر في العصر الحديث بهذا الفن إيطاليا وقبرص ودمشق في الجمهورية العربية السورية. وتتميز دمياط في جمهورية مصر العربية عن غيرها حيث أن معظم السكان يعملون بهذه الحرفة كجزء من حرفة النجارة، ومن أهم الأدوات اليدوية لمن يعمل بهذه الحرفة.

## الأدوات المستخدمة في الحفر

### الأدوات القديمة
مثل مطرقة خشبية، الأزميل بكافة مقاساته والمتلوتة، والجاكوش، والبرينو والخشخان والظفرة بكافة المقاييس والسكين الياباني (مشرط)، والمبرد والمقشطة وأدوات التنعيم.

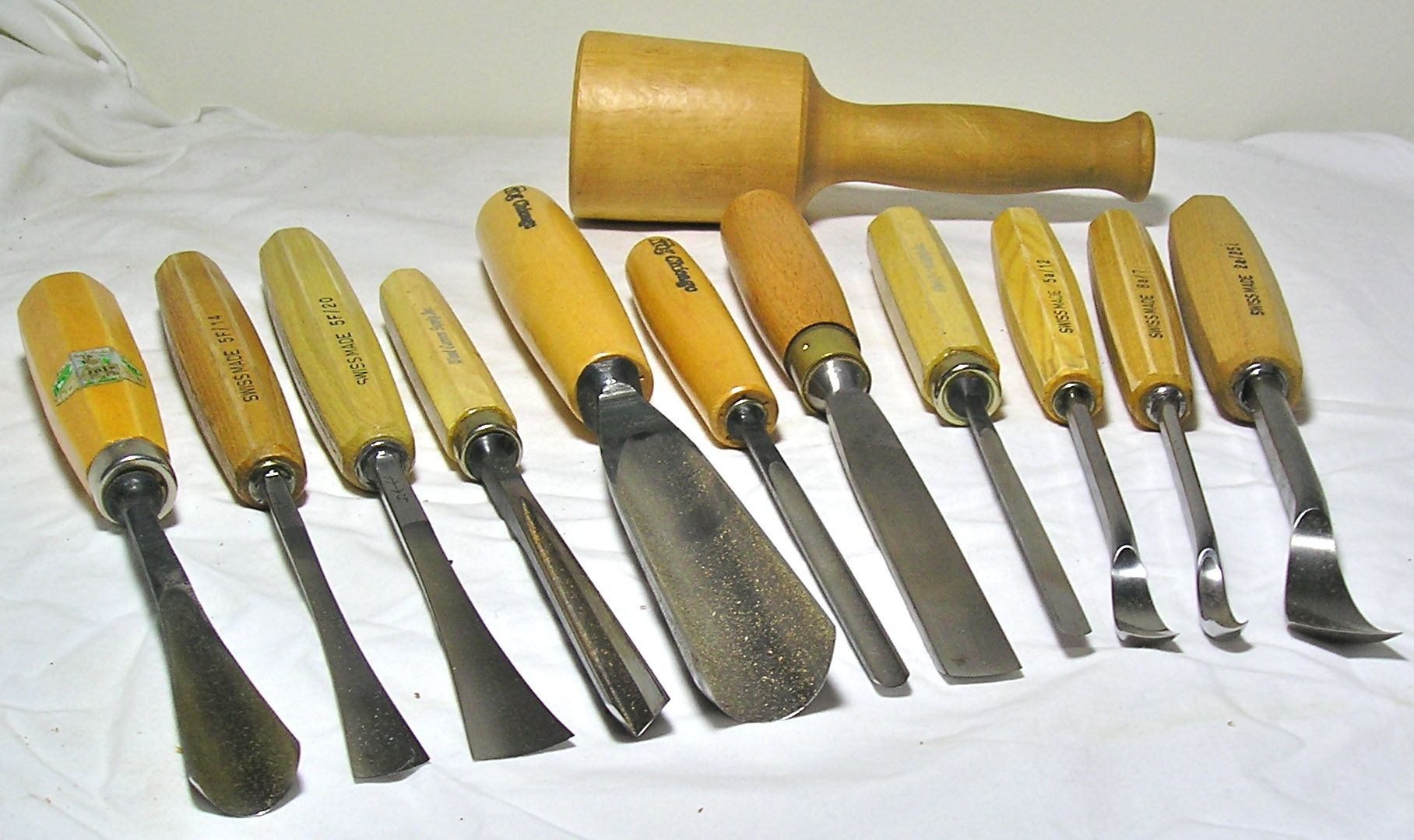
مجموعة من أدوات الحفر على الخشب

### الأدوات الحديثة
وهي أدوات كهربائية للحفر على الخشب توفر الوقت والجهد. وقد ظهرت في الآونة الأخيرة بعض العُدد النصف آلية والآلية، مثل ماكينة الأويمة التخبيط والراوتر والماكينة التي تعمل بالكمبيوتر لإنتاج أحدث الماستر وتدخل الأويمة حالياً في كافة أنواع الموبيليا وتجدها بكثرة في أطقم الصالون وغرف السفرة والنوم والأنتريه وكافة الأنتيكات الخشبية.

## طرز الحفر الشرقي على الخشب
طرز الحفر الشرقية تسمى خيوط الحفر. وقد بدأت هذه الخيوط غائرة ثم سرعان ما تطورت مع الزمن وأصبحت تجمع ما بين الغائرة والنافرة معاً.
وهي كما يلي:

### القيصري
الأسلوب القيصري كان منتشرا، فيما مضى، أما اليوم فقل صنعه، وفيه تسيطر الشعايل والمناغل، وهذه المناغل منها ما هو ممتلئ ومنها ما هو فارغ ويكون عادة، بينها قضبان محصورة بأشكال دائرية وبيضوية، وهذه القضبان منها المزدوج ومنها المنفرد الفارغ، وتستعمل في عمل الصناديق القديمة التي كانت تقدم مع جهاز العروس، كما تستعمل الآن في البراويز وبعض القلاطق وطاولات الوسط (الصالون).

### العربي
والتحف الخشبية من هذا الخيط تثبت مدى تأثر هذه الصناعة بالفنون البيزنطية والساسانية وذلك يتضح في: الحشوات الخشبية التي عثر عليها في المسجد الأقصى والتي تضم الكثير من الزخارف النباتية قوامها اوراق الاكانتس وشوكة اليهود والأوراق النباتية الثلاثية وأوراق العنب.
يمكن شغله بالحديد والنحاس والخشب ويكون على أشكال هندسية مضفورة، ويعود هذا الخيط إلى أيام بني أمية حيث وجدت على أبواب مساجد بني أمية الداخلية. وبصورة عامة فان كل أبنية دمشق الأثرية التي تعود إلى هذا التاريخ تمتاز بهذ النوع. وأشكال هذه الخيوط المسماة بالعربي، هندسية، منها المخمس والمسدس والمسبع... وأشكال العنكبوت وعش النحل العكازي.تانوية
ابن تومرت الإعدادية

### العباسييون
استمرت الأساليب الهلنستية والساسانية ثم تطورت إلى أسلوب جديد ابتكره المسلمون في العراق وهو يعرف ب «طراز سامراء الثالث».
الحفر العباسي يشبه الأيوبي من حيث عدم وجود الحيوانات، ويكون حفر الخشب فيه غلا (كف) ويستعمل لجميع قطع أثاث المنزل. وفيه تتمثل بساطة البناء وجمال التكوين وسرعة التنفيذ. وغالبا ما تتخذ نقوشه شكل اللوزة، وتتخللها زخارف نباتية بسيطة تصطف بانتظام طولي أو دائري حسب قطعة الخشب ويصلح هذا النقش لعمل قطعة كاملة رئيسية تدعى بالحشوة العباسية.

### الأيوبي
استمرت نفس الأساليب التي كانت سائدة في العصر الفاطمي إلا أن الفنان قام بزيادة عدد الوحدات الزخرفية المنفذة على التحفة، وتتميز بظهور خط النسخ مع الخط الكوفي.
إلا أن الأعمال الأيوبية تمتاز عن الفاطمية في عدم وجود صور الحيوانات وهو أيضا كالفاطمي نوعان، مفرغ وغير مفرغ وتكون زخارفه على أشكال نباتية ولاسيما ورقة العنب وقد يستعمل معه الصدف في المخرق (حيث تملأ أرضية الفراغ بالصدف). وقد كان الحفر الأيوبي في دمشق ممثلا جميع الفنون السابقة.

### الفاطمي
وقد مثل الأسلوب الفني لصناعة وزخرفة التحف الخشبية في بداية العصر الفاطمي مرحلة انتقال بين الأساليب التي كانت متبعة في العصرين الطولوني والاخشيدي والتي كانت مقتبسة من أسلوب سامراء، وبعد ذلك حدث تطور كبير في هذا الأسلوب حيث أصبحت الزخارف منفذة بشكل أكثر انسيابية ومعظمها يعتمد على الأوراق النباتية المتموجة.
كثير من العمارات الحديثة في هذه الأيام زينت نوافذها بالخيطان العربي والفاطمي، وهو نوعان، مفرغ وغير مفرغ، ويبدو الأخير كأن أعمال الحفر فيه ملصوقة على أرضية من الخشب ويستعمل للبراويز والتزيينات الحائطية أو أطقم الصالون وجمسع قطعات الموبيليا. وفي اللون الفاطمي تتعدد الأشكال إلا أن العين ترتاح لهذا التعدد الذي غالبا ما يكون مسدسا أو نجميا مع آيات قرآنية بالخط الكوفي المشجر.
وقد برع الفنان المسلم في نقش الفروع النباتية واوراق الشجار والرسوم الإنسانية والحيوانية ويظهر ذلك في عمائد السلطان قلاوون

### نور الدين
أضاف الفنانون في عهد نور الدين أشكالاً بسيطة كالأعمدة الخشبية المحفورة بشكل حلزوني.

### المملوكي
وقد تطورت صناعة التحف الخشبية تطور كبير في العصر المملوكي لما شهدته هذه الفترة من ازدهار للنشاط العمراني فكان لابد من الاهتمام بالتحف الخشبية لتكملة ماتحتاج اليه المنشات من شبابيك وأبواب واشقف ومشربيات، وكذلك ما تحتاجه المساجد من كراسي وصناديق المصاحف والمنابر والمحاريب والاسقف.لذلك قام النجارون بتطوير أساليب الصناعة والزخرفة وكذلك تطوير الوحدات الزخرفية مثل الطبق النجمى الذي بلغ ذروة ازدهاره في ذلك العصر وكذلك من أشهر الوحدات الزخرفية «الحشوات المجمعة» وبرعوا في تطعيمها بالعاج والصدف والزرتشان وكذلك.

## أنواع الحفر المسطح
تقسم أنواع الحفر على الخشب الطبيعي في المشغولات التقليدية كما يأتي:
التخريم والتخريق
يقوم الحرفي بتفريغ الخشب على شكل لوحات مختلفة تمثل رسوماً لنباتات وأزاهير معينة، أو حيوانات وطيور، أو آيات وحكم، يعنى بصناعتها لدرجة كبيرة، الأمر الذي يضفي على منتجاته مظهراً من الدقة يستهوي النظر.
الخراطة الخشبية
تعتمد هذه الحرفة على مقدرة الصانع في حسن تكييفه للقطع الخشبية بوساطة مخرطة يدوية، فينتج بذلك قوالب المعجنات، وأحجار النرد، والشطرنج، ورؤوس النراجيل، وهياكل الكراسي الخشبية، وغيرها، وقد تحولت إلى الإنتاج الآلي مؤخراً.
أقيم لهذه الحرفة سوق خاصة في دمشق هي سوق الخراطين.
التطعيم
يعتمد على إبراز التناظر في الأشكال المرسومة بتطعيم الخشب بمواد متعددة كالصدف والعظم والقصدير والنحاس وحتى الفضة، وذلك بحفر خطوط دقيقة تمثل الرسوم المطلوبة، ثم تملأ بالمادة المطلوبة، وينتج الحرفيون بهذه الطريقة علب الموزاييك، وصناديق المجوهرات، والمكاتب الفخمة، والطاولات، والكراسي، والتربيزات، وإطارات الصور، وغيرها.
التنزيل على الخشب
اقتبست عن أعمال الموزاييك في العصر البيزنطي، تختلف عن فن الحفر، وقد عرفت دمشق انبعاثها منذ قرن تقريباً عندما شاهد الحرفي جورج بيطار روائع الفسيفساء في الجامع الأموي واقتبس فكرتها محاولاً تطبيقها على الخشب بالموزاييك.يمكن تنزيل الخشب -كخشب الليمون والنارنج والورد- أو العظم أو الصدف بألوان مغايرة للون الخشب المحفور، فتظهر الزخارف الهندسية الدقيقة والكتابات المخطوطة في المادة العظمية المخرّقة أو المادة الصدفية بمظهر فتان.

## أنواع الحفر المجسم
الحفر البارز المسطح
وفيه يصل ارتفاع الزخارف المحفورة إلى حوالي 5 ملم
ويكثر غالبا في تصميم الميداليات والحفر الإسلامي.
الحفرالبارز المشكل
وفيه يزيد ارتفاع الزخارف والأشكال المحفورة على الأرضية بأكثر من نصف 0.5 سم ويصل إلى حوالي 7 سم في الحفر الروماني على أن تكون الأرضيات في الشكل جميعها متساوية وبعمق واحد.
الحفر البارز المجسم
وهو كالحفر البارز المشكل ولكنه أكثر بروزا وعمقا في الأرضيات التي يجب أن تكون متساوية في عمق واحد أيضا وقد تصل فيه ارتفاعات الزخارف المحفورة إلى برواز 25 سم لتعطي تأثير أقوى ويصلح استخدام هذا النوع من الحفر في الأماكن البعيدة عن النظر، ومعظم موضوعاته من الكائنات الحية.
الحفر المفرغ
وهو الحفر لتشكيلات مفرغة بمنشار الآركت والمحفورة في الوقت نفسه على أن تتماسك وحداته، ويستعمل في أشغال الإطارات (البراويز) الثمينة. ويستعمل المفرغ للثريات القاعات الرسمية. وبصورة عامة يكثر في هذا الأسلوب رسوم الحيوانات من غزلان وخيول وسباع ووحوش مفترسة إلا أن أشكالها غير تامة فمثلا ترى في شكل: رأس حصانين إلا أنهما ملتصقان في شكل زنبقة الكشاف بوضع زخرفي متناسق متناظر.
المقرنصات
نوع من الزخارف التي طورها العرب، وأصبحت من ميزات فنهم، ولها صور متعددة، بعضها يشبه الرواسب الكلسية المتدلية من بعض الكهوف، وبعضها يشبه أعشاش النمل أو خلايا النحل، وأصل المقرنص هو الكوة التي تستعمل للانتقال من المربع إلى المستوى الذي تقام عليه القبة، في الأبنية المتميزة بقبابها. وحالياً يقتصر هذا الفن على التزيينات الممكن تدليها من السقوف كمراكز الإضاءة وأماكن تعليق الثريات، أو جوانب المقاعد الكبيرة المريحة، أو أطراف الطاولات والتربيزات، أو كوى الفترينات الثابتة في الجدران وغيرها. وقد ورث العرب السوريون هذا الفن عمّن سبقهم من الأمم الأخرى، وطوروا فيه الكثير حتى أضحى على ما هو عليه من تجديد وابتكار.

الحفر الغائر
عكس الحفر البارز من الأنواع السابقة وفيه تكون الزخارف المحفورة إلى الداخل مع ترك الأرضيات كما هي بدون حفر أو نقش وقد لجأ القدماء المصريين إلى استخدامها بكثرة في المعابد والمقابر القليلة الضوء لتساعد الظلال على وضوحها ولتعمر طويلا.
الحفر المجسم
وهو أدق أنواع الحفر ويشمل الحفر على كتل بقصد تشكيلها وتجسيمها وأكثر استخدامه في النحت وعمل التماثيل.

## أنواع الأخشاب المستخدمة في الحفر وخصائصها
تختلف الاخشاب المستخدمة في الحفر من حيث استخدامها وقابليتها للتشكيل فمنها ما هو مندمج أو منفتح الألياف ومنها ما هو كثير العقدأو متشقق أو قابل للالتواء أو مقاوم للرطوبة.
كما أن منها ما يتميز بمرونته أو جمال سمرته أو قابلتيه للصقل

### الأخشاب الطبيعية
وأهم هذه الأخشاب:
خشب الجوز
منه الأمريكي والتركي الذي يتميز بجمال أليافه وصلابته المرنة ويعتبر من أثمن الأخشاب وأصلحها في الحفر الدقيق لاندماج أليافه وتراكمها وعدم قابليتها للتشليع.
خشب البلوط
لونه فاتح، سماته جميلة يتميز بالقوة مع مرونته وتراكم أليافه، يتحمل التقلبات الجوية قابل للتنعيم والصقل وهو خشب مثالي للتصاميم القوية والجريئة والتفاصيل الدقيقة ويكون لونه ذهبيا وبه تجازيع حسنة المظهر.
خشب الماهوجني
صلب غني بالتجازيع لونه مقارب للحمرة وأليافه مستقيمة جملة وهو من أحسن الأخشاب الصلبة التي تتمدد ولا تنكمش، ممكن حفره بلطف وله قابلية التشقق.
خشب الزيتون
ممتاز لأشغال الحفر وهو ذو لون داكن، بني مخضر وهو مناسب للأشغال ذات التفاصيل الدقيقة.
خشب الحور
لين ولكنه غير سهل في القطع كما يبدو من تأثيره على الألات عند الاستعمال حيث تحتاج إلى ضغط وبالتالي تتثلم بسرعة، لونه يتدرج من اللون الكريمي إلى الأخضر الفاتح عند قطعة حديثاً، وهو جيد الاستهلاك والاستعمال حيث أنه قابل للصدمات والخدش.
خشب الصنوبر الأبيض
لونه فاتح كثير العقد والشروخ لين ولا يستحسن استخدامه في الحفر.
خشب الأبنوس
وهو من أصلب الأخشاب لونه أسود ويستعمل بكثرة في أشغال التطعيم وحواف المساطر.
خشب الزان
يجمع بين الصلابة والليونة وهو من أكثر الأخشاب استخداما في الحفر والأثاث لأنه سهل التشغيل صالح للتشكيل مندمج الألياف ولونه بني فاتح.
الخشب الموسكي
لونه فاتح خالي من العقد والتشقق والالتواءولين واستخدامه في الحفر محدود جيدا.
الخشب العزيزي
لين راتنجي من أجود الأخشاب لحسن سمرته ومقاومته للرطوبة.

### الأخشاب الصناعية
- الابلكاج (المعاكس) سمي بذلك لمعاكسة اتجاه أليافه وله سماكات مختلفة.
- خشب السلوتكس.
- الخشب الحبيبي.
- خشب ال MDF.

## الحفر على الخشب حديثاً في العالم العربي

### مصر
اشتهر في الخمسين سنة الأخيرة بمصر عدة أسطوات يمثل كل منهم اتجاها متميزا في فن الاويمة مثل سعيد عبد الحليم، مرزوق، محمود المغربي وغيرهم في القاهرة ودمياط، وظهرت عدة ورش ومصانع ارتقت بفن الاويمة والنحت، مثل الدوقى، زيدان، الأتربى، وحسن شعبان بالقاهرة وما لا حصر له من فنانين دمياط وورشها ومصانع ارتقت بهذا الفن، مثل آل العراقى، شولح، أبو سمره، وعطية وغيرهم. ومع ظهور أجيال جديدة بالقاهرة من المتعلمين، الذين ارتبط هذا الفن لديهم بالممارسة والدراسة الواعية للفنون التطبيقية والتشكيلية، ظهرت أشكال جديد من فنون الاويمة فيها إحساس متميز بدراما اللوحة والكتلة والفراغ، وتميزت تجربتهم بالجرأة في استخدام أشكال الطبيعة في الأثاث، مثل النحات سامى الغباشى بالقاهرة، والذي له عدة تجارب ومشاركات في حركة الفن التشكيلي بمصر في مجال النحت إلى جانب كتاباته حول فن الاويمة والتنظير له في الصحافة المصرية والعربية، بالإضافة إلى تجربته الجريئة في توظيف الأشكال غير المألوفة من الطبيعة في تصنيع الأثاث، ومجايلوه في هذا الفن عادل إمام، عصام إبراهيم، على الحباك، -
-وغيرهم كثير ممن تركو بصمة فنية غائرة في هذا الفن العريق الذي لا يخلو بيت منه.

### سوريا وبلاد الشام
عد صناعة الموزاييك الدمشقية من أقدم المهن العريقة التي اشتهرت بها ولا تزال مدينة دمشق، وهو فن تطعيم الخشب بالصدَف أو ما يسمى الموزاييك، هو إدخال مادة الصدف إلى جزيئات من أنواع خشبية مختلفة، حيث ينشر الخشب إلى أعواد صغيرة تشكل في ربطها حزمة من أنواع وألوان مختلفة يتم تقطيعها بشكل شرائح تجمع إلى بعضها ليصاغ منها الشكل المطلوب، وإن تاريخ صناعة الموزاييك يعود إلى أكثر من 700 عام حيث اشتهرت هذه المهنة أيام الأتراك، ويعد بيت نظام ومكتب «عنبر وقصر خالد العظم والسباعي والقوتلي» من أشهر البيوت الدمشقية المزينة بهذه المادة على الإطلاق، كما أصبح الموزاييك الدمشقي كالسفير الذي سبق السياسيين إلى معظم دول العالم، حيث يحتل أثاث الصالون قصر رئيس الجمهورية الفرنسية وقصر رئيس جمهورية المكسيك الموزاييكي الدمشقي مكان الصدارة، فضلاً عن القصور الخليجية التي تملأ بالموزاييك الدمشقي.

### المغرب
يعتبر فن النقش على الخشب في المغرب من الفنون الابداعية الراقية والاصيلة التي تشتهر به العديد من مدنه حيث يستلهم خصائصه الفنية والجمالية من الفنون والحضارات القديمة جدا. ومن المميز ان المغاربة ما زالوا حتى الآن يحافظون على مثل هذه الفنون القديمة ويتخذونها كديكورات راقية في بيوتهم إضافة إلى انتشارها في عدد من القصور والفنادق الفخمة والمطاعم والاضرحة، فصناعة هذه الفنون تنتعش بشكل كبير في فصل الصيف مع مناسبات تنظيم الاعراس وعودة المهاجرين من الخارج لان السياح الأجانب يقبلون بكثرة على منتجاتها خاصة الخفيفة منها كالديكورات والاكسسورارات وغيرها.
يعتبر مسجد الحسن الثاني الواقع بمدينة الدار البيضاء الذي يعد من بين أكبر المعالم الإسلامية في العالم يعد بحق منارة إسلامية كبيرة ومميزة تفيض بزينة من مختلف الابداعات الفنية والمعمارية منها النقش على الخشب التي أبدعتها انامل امهر الفنانين في المغرب والعالم الإسلامي.
تنتشر في مختلف مناطق المملكة المغربية مراكز حرفية عريقة لممارسة فنون الخشب، اعتمادا على أنواع متعددة من الأشجار كالأرز، والعرعار، والجوز، والليمون. وتساهم مختلف الصناعات المرتبطة بهذا العنصر في توفير قطع الأثاث، والأبواب والأسقف ومستلزمات العمارة والديكور.
وتتوزع الخبرات المغربية في هذا المجال بين تقنية (الخرط) لإنجاز تشكيلات (المشارابي)، وفنون النقش و(الطبيع) والصباغة لزخرفة القطع، ومهارات (التطعيم) باستعمال الأصداف البحرية، والسلك المعدني وعود الليمون. ويُمارس كل فرع من هذه الفروع من طرف حرفيين مختصين، باستعمال أدوات خاصة؛ ويرتبط كل فرع منها بمعجم تقني وجمالي غني.
لقد حافظ الحرفيون المغاربة غلى غرار غيرهم من البلدان على المهارات والخبرات الخاصة بالزخرفة على الخشب منذ قرون، وتوارثوها جيلا بعد جيل. وهذا ما أهلهم للمساهمة في ترميم أجمل التحف التاريخية في القصور والمباني والمدارس والمساجد. كما هو الأمر لمنبر الكتبية بمراكش الذي يعود إلى عهد الدولة المرابطية، وبالضبط سنة 1137 ، فرغم مرور تسعة قرون على صناعته، فقد ساهم الحرفيون المغاربة في ترميم هذه التحفة النفيسة من خلال وضع خبراتهم العريقة رهن إشارة الخبراء.

## معرض صور

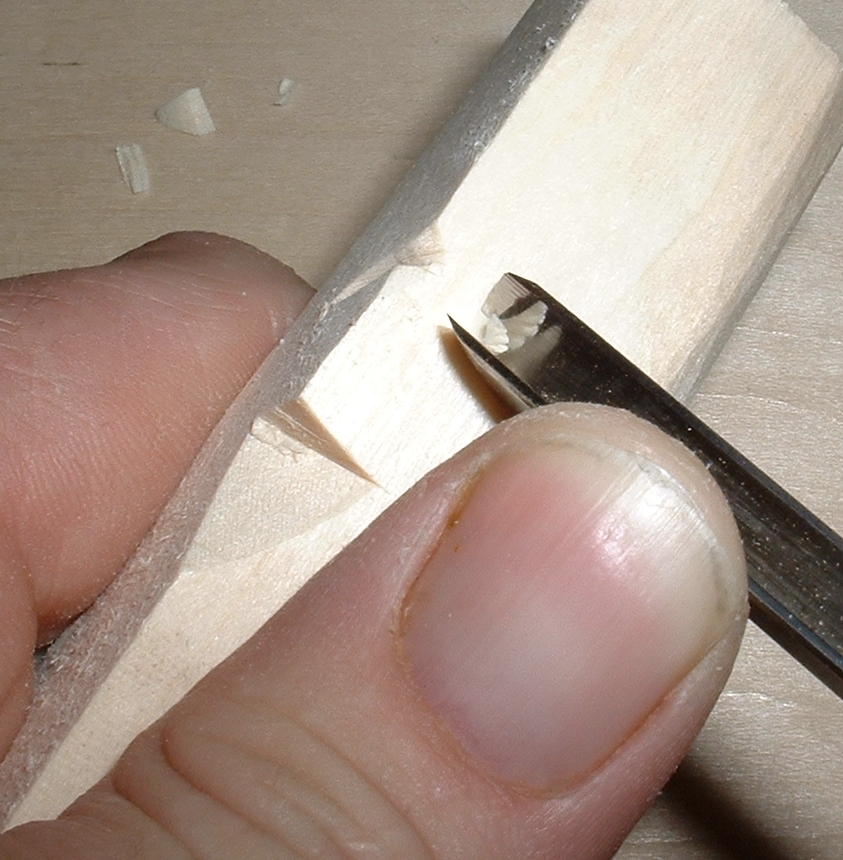
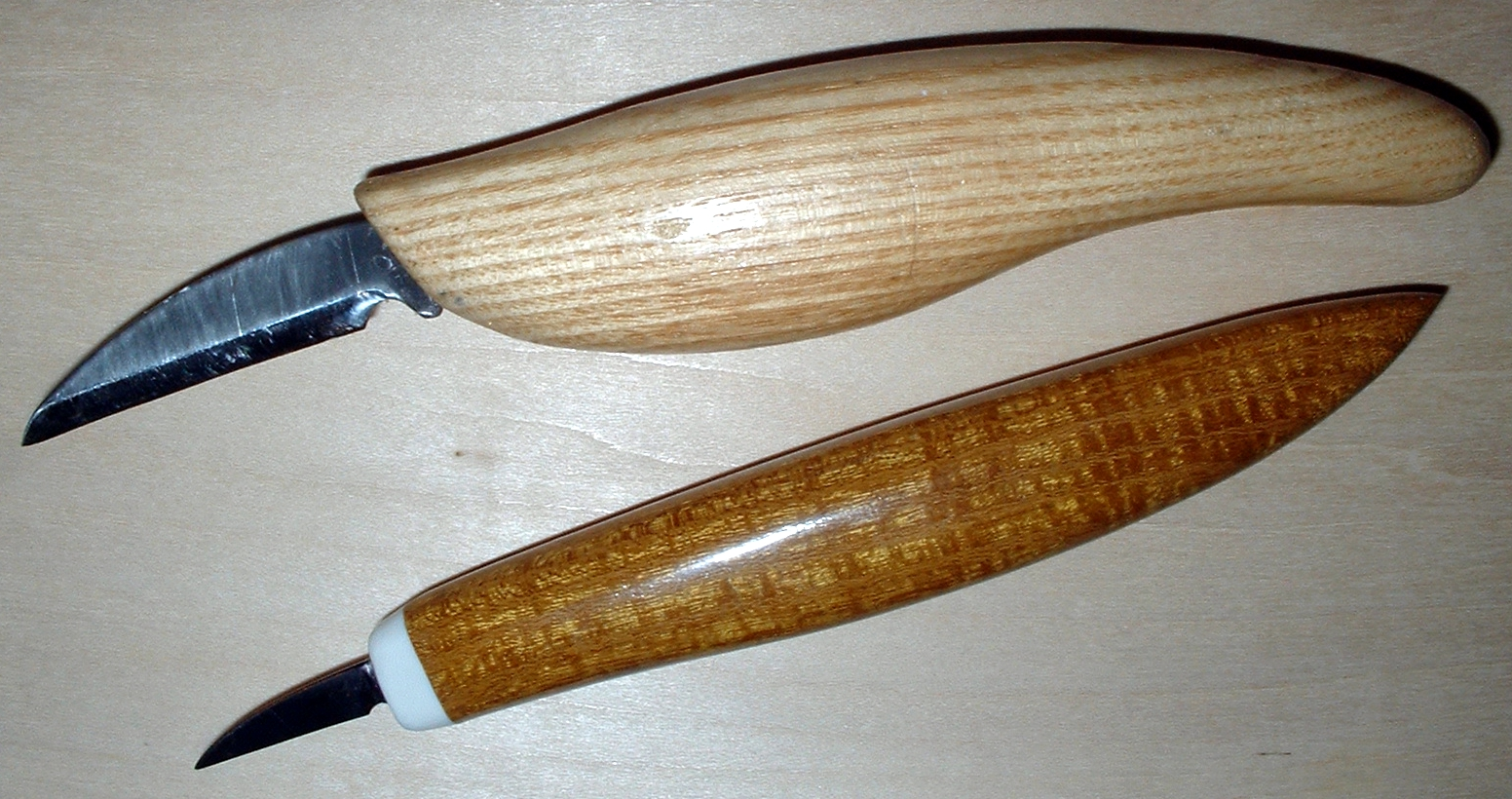
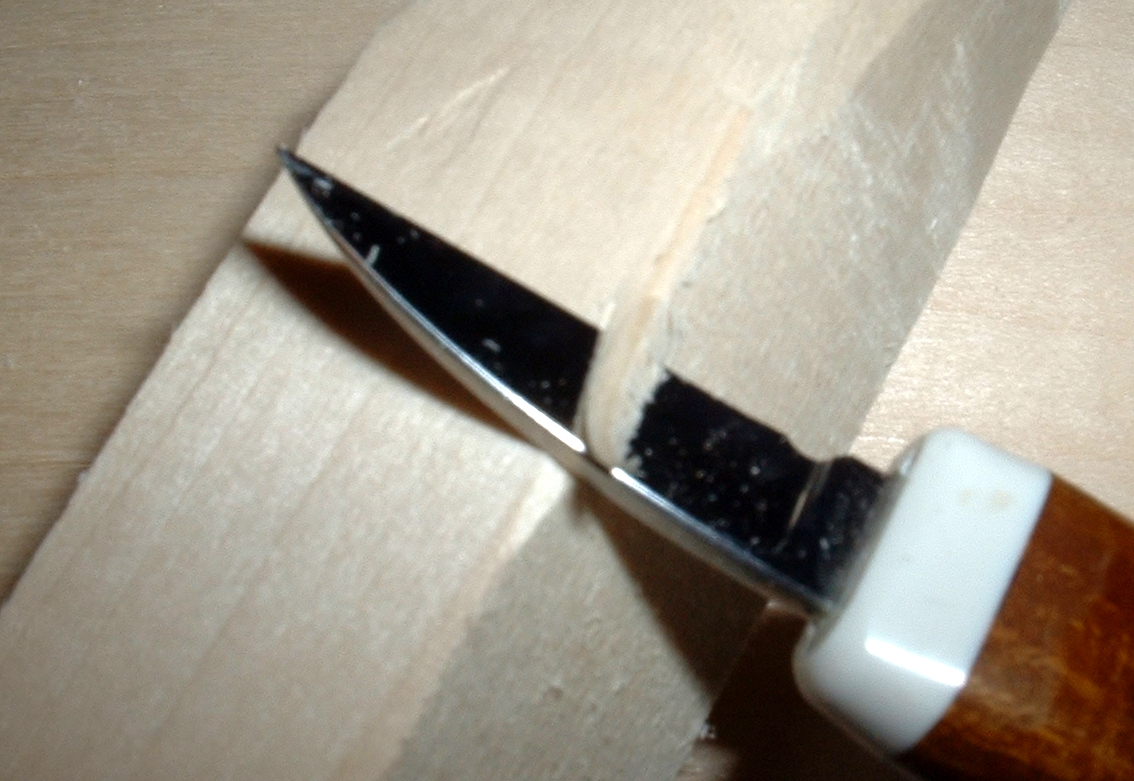